# إصلاح الرعاية الصحية
يشمل إصلاح الرعاية الصحية غالبًا السياسة الحكومية المؤثرة على تقديم الرعاية الصحية في مكان معين. يحاول إصلاح الرعاية الصحية عادةً ما يلي:
- توسيع عدد السكان المتلقين للتغطية الصحية إما من خلال برامج التأمين في القطاع العام أو شركات التأمين في القطاع الخاص
- توسيع شريحة مقدمي الرعاية الصحية التي يمكن أن يختارها المستهلكون
- تحسين الوصول إلى أخصائيّ الرعاية الصحية
- تحسين جودة الرعاية الصحية
- إعطاء المزيد من الرعاية للمواطنين
- خفض تكلفة الرعاية الصحية

## الولايات المتحدة الأمريكية
في الولايات المتحدة، يشمل الجدل المتعلق بإصلاح الرعاية الصحية أسئلة تتعلق بالحق في الحصول على الرعاية الصحية والوصول والإنصاف والاستدامة والجودة والمبالغ التي تنفقها الحكومة. نظام الرعاية الصحية المختلط العام والخاص في الولايات المتحدة أكثر نظام مُكلف في العالم، إذ تكلّف الرعاية الصحية للشخص الواحد أكثر من أي دولة أخرى، ويُنفق جزء أكبر من الناتج المحلي الإجمالي عليه أكثر من أي دولة أخرى ذات عضوية في الأمم المتحدة باستثناء تيمور الشرقية (تيمور-ليشتي).

### هاواي وماساتشوستس
نفّذت كل من هاواي وماساتشوستس بعض الإصلاحات الإضافية في مجال الرعاية الصحية، لكن لا يوجد في أي ولاية تغطية كاملة لمواطنيها. على سبيل المثال، تُظهر بيانات مؤسسة كايسر أن 5% من سكان ماساتشوستس و8% من سكان هاواي غير مؤمّن عليهم. حتى الآن، لم تقدم لجنة القانون الموحد للولايات المتحدة، بدعم من المؤتمر الوطني للمفوضين حول قوانين الدولة الموحدة، قانونًا موحدًا أو نموذجًا تشريعيًا بشأن التأمين الصحي أو إصلاح الرعاية الصحية.

## المملكة المتحدة
أُصلِحت الرعاية الصحية في عام 1948 بعد الحرب العالمية الثانية، على نطاق واسع تماشيًا مع تقرير بيفرريدج لعام 1942، مع إنشاء الخدمة الصحية الوطنية أو ما يُعرف بـ إن إتش إس. أُسّست في الأصل بمثابة جزء من إصلاح أوسع للخدمات الاجتماعية وموّلت من قبل نظام التأمين الوطني، على الرغم من أن تلقي الرعاية الصحية لم يكن مرهونًا أبدًا بتقديم مساهمات إلى صندوق التأمين الوطني. لم تُلغى الرعاية الصحية الخاصة ولكن توجّب عليها التنافس مع إن إتش إس. بقي حوالي 15% من إجمالي الإنفاق على الصحة في المملكة المتحدة ممولًا من قبل القطاع الخاص، ولكن يشمل هذا مساهمات المرضى للحصول على الأدوية ذات الوصفة الطبية والتي توفرها إن إتش إس، لذا فإن الرعاية الصحية من قبل القطاع الخاص في المملكة المتحدة صغيرة جدًا. كجزء من الإصلاح الأوسع نطاقًا للتوفير الاجتماعي، رُكّز على الوقاية من المرض أكثر من علاجه. وزّعت إن إتش إس مثلًا حليب الأطفال المدعم بالفيتامينات والمعادن في محاولة لتحسين صحة الأطفال الذين ولدوا في سنوات ما بعد الحرب بالإضافة إلى المكملات الأخرى مثل زيت كبد سمك القد والشعير. قُضي بشكل كامل تقريبًا على العديد من أمراض الطفولة الشائعة مثل الحصبة والنكاف وجدري الماء من خلال برنامج التلقيح الوطني.
خضعت إن إتش إس للعديد من الإصلاحات منذ عام 1974. حاولت إدارات ثاتشر من الحزب المحافظ جلب المنافسة لصالح إن إتش إس من خلال تطوير دور المزوّد/المشتري، إذ أنّ المستشفيات مزوّدة والسلطات الصحية بمثابة مشترين للمواد. استدعى ذلك العمل على تكلفة تفصيلية للأنشطة، أمر لم يكن على إن إتش إس القيام به بتفصيل من هذا القبيل، وشعر البعض أنه غير ضروري. عارض حزب العمال بشكل عام هذه التغييرات، على الرغم من أن الحزب أصبح حزب عمال جديد، احتفظت حكومة بلير بعناصر المنافسة بل وسّعت منها، ما سمح لمقدمي الرعاية الصحية الخاصة بتقديم عروض مناقصة لـ إن إتش إس. تعمل بعض مراكز العلاج والتشخيص الآن من قبل مؤسسات خاصة وتُموّل بموجب عقد. ومع ذلك، فإن مدى خصخصة عمل إن إتش إس بقي صغيرًا، لكنه مثيرًا للجدل. خصصت الإدارة المزيد من الأموال لـ إن إتش إس لرفعها إلى نفس مستوى التمويل تقريبًا للمتوسط الأوروبي ونتيجة لذلك، أُنشئ برنامج توسع وتحديث كبير وتحسّنت أوقات الانتظار.
اقترحت حكومة جوردون براون إصلاحات جديدة للرعاية في إنجلترا. الأول هو إعادة إن إتش إس أكثر نحو أسلوب الوقاية الصحية من خلال معالجة القضايا المعروفة بتسببها أمراضًا صحية على المدى الطويل. أكبرها السمنة والأمراض ذات الصلة مثل مرض السكري وأمراض القلب والأوعية الدموية. الإصلاح الثاني هو جعل إن إتش إس خدمة شخصية أكثر، وتكمن في التفاوض مع الأطباء لتقديم المزيد من الخدمات في أوقات أكثر ملاءمة للمريض، كما هو الحال في المساء وفي عطلات نهاية الأسبوع. ستقدم فكرة الخدمة الشخصية هذه فحوصات طبية منتظمة بشكل يُفحص فيه السكان بشكل أكثر انتظامًا. سيعطي الأطباء المزيد من النصائح حول الوقاية من الأمراض (على سبيل المثال تشجيع المرضى ومساعدتهم على التحكم في وزنهم ونظامهم الغذائي وممارسة الرياضة أكثر والإقلاع عن التدخين، وما إلى ذلك) وبالتالي معالجة المشاكل قبل أن تصبح أكثر خطورة. أوقات الانتظار، التي سقطت بشكل كبير تحت إدارة بلير (متوسط وقت الانتظار حوالي 6 أسابيع للجراحة الاختيارية غير العاجلة) قيد التركيز أيضًا. حُدد الهدف من ديسمبر 2008، لضمان عدم انتظار أي شخص لأكثر من 18 أسبوعًا من تاريخ إحالة المريض إلى المستشفى حتى وقت العملية أو العلاج. وبالتالي، فإن فترة 18 أسبوعًا تتضمن الوقت لترتيب أول موعد وإجراء أي استقصاء أو اختبار لتحديد سبب المشكلة وكيفية معالجتها. نُشر دستور إن إتش إس الذي يحدد الحقوق القانونية للمرضى بالإضافة إلى الوعود (غير القابلة للتنفيذ قانونًا) التي تسعى إن إتش إس جاهدة للحفاظ عليها في إنجلترا.